# Pierre-Étienne Duc
Pierre-Étienne Duc  (né à Aoste 26 décembre 1827, mort à Aoste le 8 septembre 1914) chanoine et historien valdôtain.

## Biographie
Pierre-Étienne Duc nait à Aoste dans la paroisse Saint-Étienne. Il est le fils du notaire Laurent-Félix de Pierre-Henri de François et de Séraphine Carlin. Sa famille est originaire de Châtillon et il est le cousin du futur évêque Joseph-Auguste Duc
Ordonné prêtre le 5 juin 1852 il fait une longue carrière ecclésiastique qui l'amène à occuper de nombreux ministères dans la Vallée d'Aoste : vicaire à Donnas du 23 septembre 1852 à 1859, secrétaire particulier de l'évêque d'Aoste Jacques-Joseph Jans et desservant de Sarre du 1er juin au 24 juillet 1859. De nouveau vicaire à Introd du 24 juillet 1859 à 1860, à Villeneuve du 20 janvier au 1er juin 1860 à Chambave du 1er juin 1860 à 1861 , et à Gignod du 25 mai 1861 au 5 mai 1862. Il est nommé vice chancelier épiscopal le 1er mai 1862, puis chancelier du 25 novembre 1864 au 1er septembre 1867. Chapelain choriste de la cathédrale d'Aoste, le 8 août 1867 il est nommé vicaire de la cathédrale le 7 avril 1868. Il sera enfin le secrétaire particulier de son cousin l'évêque Joseph-Auguste Duc après 1872.
Secrétaire de « l'Œuvre de la Sainte-Enfance » lors de son établissement dans le diocèse d'Aoste le 24 mai 1862. C'est aussi un intellectuel  il est rédacteur du journal catholique L'Indépendant au cours du second semestre de la même année. Membre de l'académie Saint-Anselme dès le 30 novembre 1865 il publie pendant quarante ans de nombreux ouvrages sur l'histoire du clergé du diocèse d'Aoste. Il est également membre de l'Académie héraldique de Pise (1873) de l'Académie ecclésiastique de Turin (1874), l'Académie historico-héraldique de Milan (1880) qui lui décerne deux médailles d'argent et est élu le 7 février 1884 à l'Académie des sciences, belles-lettres et arts de Savoie, avec pour titre académique Correspondant.
Il meurt à Aoste dans la nuit du 7 au 8 septembre 1914 

## Sources
- Abbé Joseph-Marie Henry, Histoire populaire religieuse et civile de la Vallée d’Aoste, Aoste, Imprimerie Marguerettaz, 1929, réédition en 1967, chapitre 413, « Le chanoine Pierre-Étienne Duc (1827-1914) », p. 491-492.
- Pierre-Étienne Duc Le clergé d'Aoste de 1800 à 1870 chez J-B Mensio à Aoste  1870.